# Krak des Chevaliers
 (novembre 2008).
Le krak des Chevaliers (en arabe : قلعة الحصن Qal`at al-Hosn, « La forteresse imprenable » ou littéralement « Le château de la forteresse » ), krak de l'Hospital (voir krak) est un château fort, emblématique de la Renaissance du XIIe siècle. Datant de l'époque des croisades, il est situé dans l'ouest de la Syrie, sur les derniers contreforts du jabal Ansariya. Depuis 2006, il est inscrit sur la liste du patrimoine mondial de l'UNESCO.
Les Hospitaliers de l'ordre de Saint-Jean de Jérusalem gèrent le fort de 1142 à 1271, date de sa conquête par Baybars, sultan des Mamelouks. Cette conquête met fin à 129 ans d'invincibilité du fort.
Thomas Edward Lawrence, en le découvrant en 1909, le jour de son 21e anniversaire, le qualifie de « plus beau des châteaux du monde, certainement le plus pittoresque que j’ai vu, une véritable merveille. »

## Situation géographique et chronologie

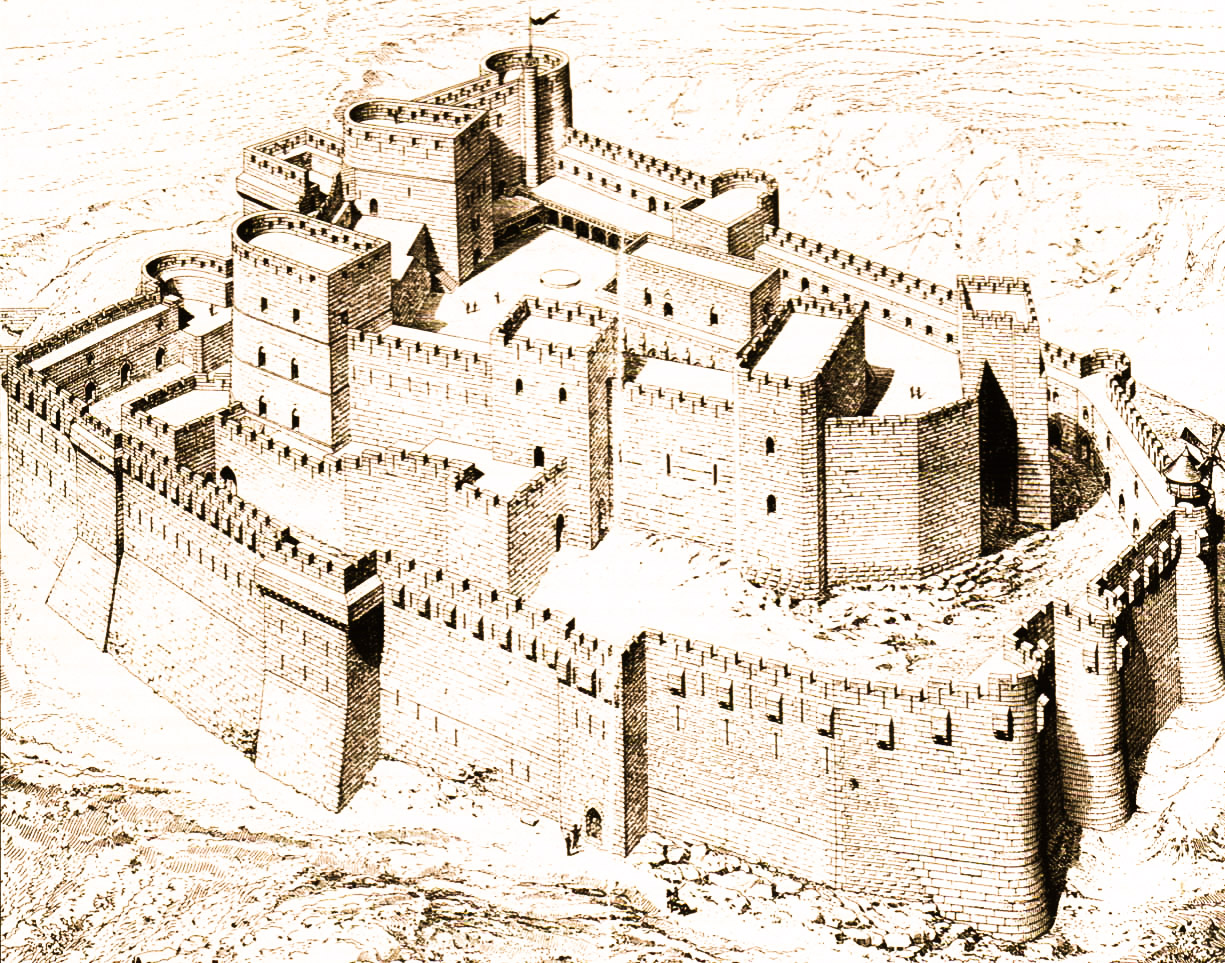
Le Krak des Chevaliers (reconstitution).

Dominant d'environ cinq-cents mètres la plaine d'El-Bukeia, situé à proximité du Liban (huit kilomètres), le Krak des Chevaliers fait partie d'un réseau défensif qui parcourt les frontières des anciens États latins d'Orient et contrôle la trouée d'Homs, point stratégique au carrefour des routes reliant Homs, à l'est, à la ville côtière de Tortose, à l'ouest, et Antioche, au nord, à Tripoli puis Beyrouth, au sud. C'est l'un des châteaux croisés les plus prestigieux et les mieux conservés.

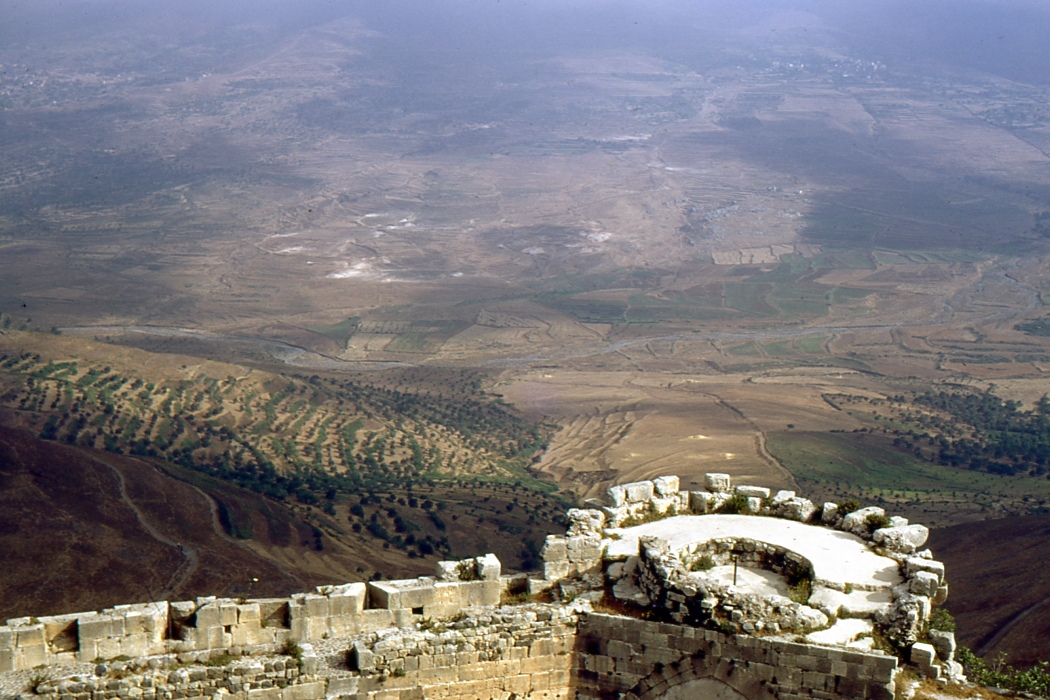
La plaine d'El Bukeia vue du Krak des chevaliers en 1970.

### Antiquité
Le Moyen-Orient fut toujours un point de rencontre des civilisations. S'y croisèrent Babyloniens, Égyptiens, Hittites, Hébreux, Romains, Perses, Byzantins, Arabes, Kurdes, Turcs seldjoukides puis ottomans, autant de cultures militaires différentes qui créèrent là une nouvelle architecture dont la quintessence reste de nos jours incarnée par le Krak des Chevaliers.
La bataille de Qadesh opposant Ramsès II aux Hittites aux environs de 1274 avant notre ère a probablement eu lieu sur le Tell Nébi Mend à cinquante kilomètres au sud-est du Krak ; elle est relatée sur les bas-reliefs du temple de Louxor. On y voit une forteresse hérissée de hautes tours et de créneaux. Qadesh va ensuite décliner au profit de la cité antique d'Émèse, mieux située. Les Romains dans un premier temps, puis les Byzantins après le Grand Schisme d'Orient dresseront dans la région de l'actuelle Syrie de nombreuses forteresses de tradition hellénique pour résister à la pression persane qui seront autant de modèles pour les fortifications construites par les armées arabo-musulmanes après qu'elles eurent conquis cette région de 634 à 639.

### Conquête arabo-musulmane

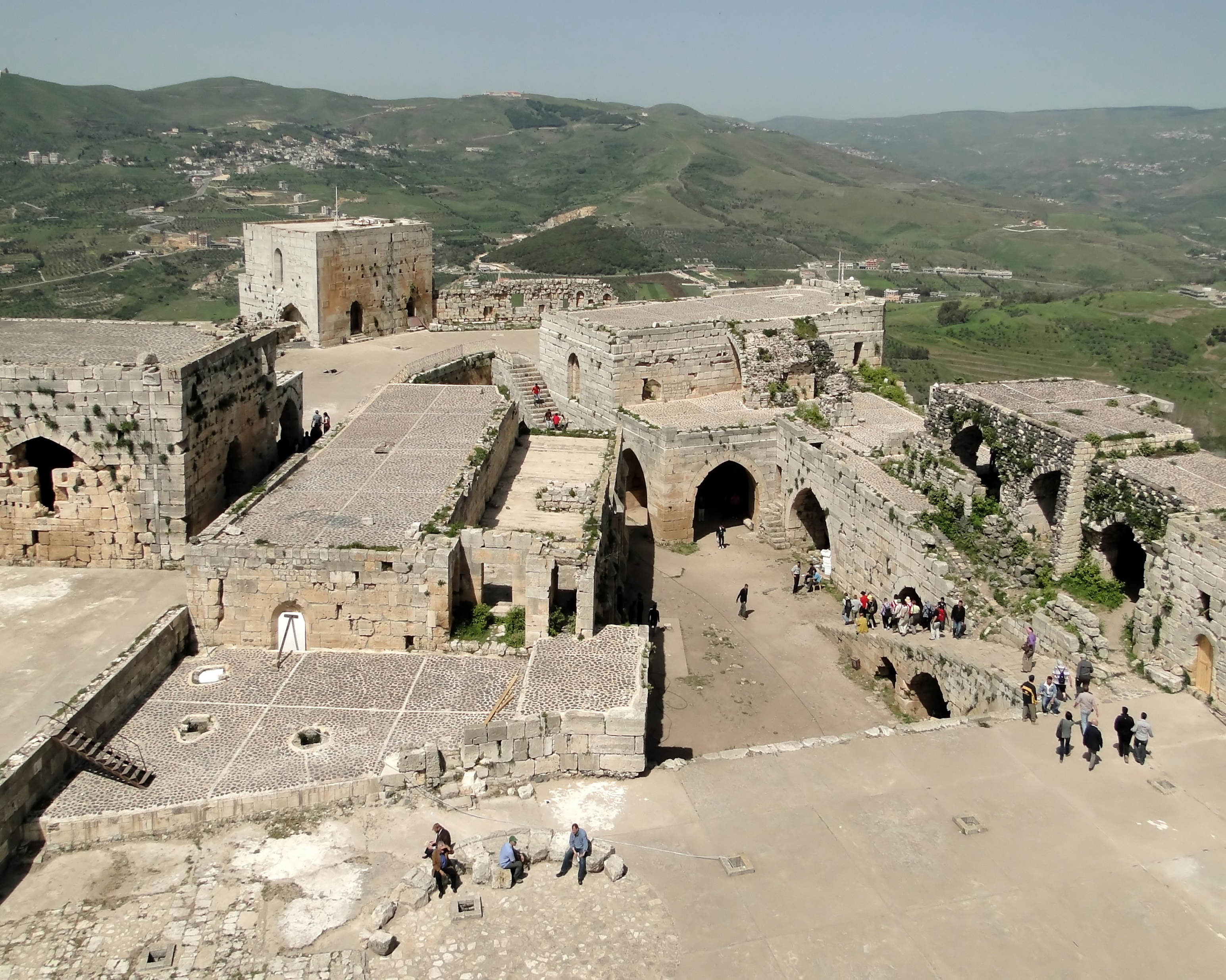
Cours supérieure et intérieure

D'abord sous la domination omeyyade, la construction reprend de plus belle, mais des fortifications byzantines sont aussi remaniées et transformées en véritables palais, les bâtisseurs profitant de la présence d'antiques infrastructures (barrage sur l'Oronte et son aqueduc) pour faire fleurir des jardins au milieu du désert. Ces constructions continuèrent après la prise du pouvoir par les Abbassides en 750, et déclinèrent au fur et à mesure que l'armée, composée essentiellement de Turcs d'une tradition militaire moins basée sur les fortifications, s'emparait du pouvoir. De 945 à 1055, des Iraniens établiront même la dynastie des Bouyides.
Durant la même période, arrivent deux évènements majeurs engageant l'avenir de la région. D'abord, en 909, les fatimides chiites s'opposent au pouvoir abbasside de Bagdad et fondent une dynastie qui règnera sur tout le Maghreb et s'étendra au début du XIe siècle jusqu'en Palestine. Al Hakim lance alors une répression contre les chrétiens d'Orient et les pèlerins chrétiens, traditionnellement bien tolérés. Il détruit les édifices chrétiens de Jérusalem. Cette fermeture soudaine des lieux et routes de pèlerinage sera l'un des événements qui conduisirent au déclenchement des croisades. En second lieu, les Seldjoukides, turcophones islamisés (sunnites) originaires de steppes à l'est de la mer d'Aral se lancent à la conquête du Moyen-Orient. Ils s'emparent de Bagdad en 1055, et prennent l'est de l'Anatolie aux Byzantins lors de la bataille de Manzikert en 1071, et leur sultanat s'étend alors sur l'Iran, l'est de l'Anatolie, la Syrie et la Palestine jusqu'aux frontières de l'Égypte fatimide. Le Krak est alors reconstruit sur le site d'une petite forteresse, sans doute occupée depuis l'antiquité, en 1031 par les Abbassides qui y installent une garnison kurde pour résister à la pression seldjoukide. La forteresse devint connue sous le nom de Hisn al-Akrād la « forteresse des Kurdes ».

### La première croisade

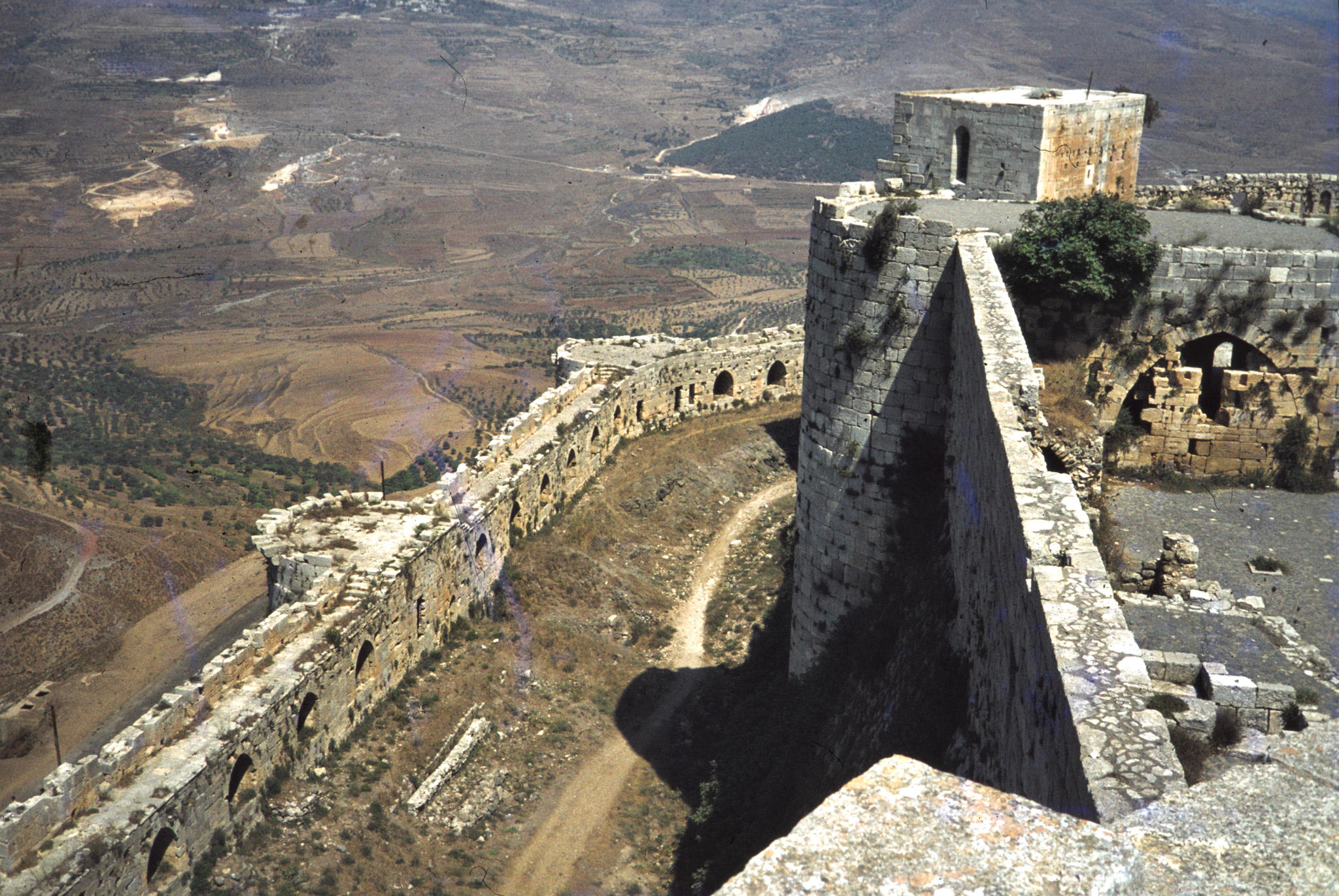
Espace entre les deux enceintes

En janvier 1099, à l'arrivée de la première croisade, la garnison kurde fut évincée par Raymond de Saint-Gilles qui abandonna les lieux presque immédiatement, son objectif étant Jérusalem. Il tenta en vain de reprendre la forteresse en avril 1102 et c'est finalement Tancrède, le régent d'Antioche, qui s'en empara en 1110 et y installa une garnison franque sous l'autorité du comte de Tripoli. En 1115, une offensive d'Arslan, l'émir d'Alep, fut repoussée.
Au fil des années, l'importance du Krak des Chevaliers crut parallèlement à l'influence des croisés vers l'est mais le coût de sa maintenance conduisit Raymond II à le confier à la garde des Hospitaliers (1142). C'est de cette époque que date le nom « Krak des Chevaliers ». La forteresse pouvait accueillir une garnison de 2 000 hommes. 
Sous l'impulsion des Hospitaliers, plusieurs autres ouvrages défensifs furent construits dans les environs et le Krak des Chevaliers fut dès lors relié par signaux de feu et par pigeons voyageurs aux fortifications de Gibelacar et Chastel Rouge (Hospitaliers) et de Chastel Blanc et Arima (Templiers).

### La deuxième croisade
À partir du milieu du XIIe siècle, à la suite de la chute des Seldjoukides, aux victoires de Zengi sur les croisés (perte d'Édesse), à l'échec du siège de Damas par la deuxième croisade, et à l'arrivée au pouvoir de Nur ad-Din, un front musulman uni se dessine et la pression sur les croisés — et donc sur le Krak des Chevaliers — se fait plus forte.
En 1157, un important tremblement de terre ébranle le château et Raymond du Puy, le grand maître des Hospitaliers, le fait restaurer et agrandir grâce à un financement du roi de Bohême. Ce fut la première d'une série de quatre phases de travaux qui s'échelonnèrent sur un siècle et demi (1144-1170, 1170-1202, 1250-1271 et 1271-1285).
En 1163, Nur ad-Din tente de s'emparer du Krak mais son armée est mise en déroute au pied même de la forteresse par une attaque surprise de la cavalerie franque qui poursuit et décime les fuyards. Un second siège échoue aussi en 1167.
Un second tremblement de terre (1170) ayant causé des dégâts considérables, le krak des Chevaliers est reconstruit et consolidé en incluant de nombreux éléments d'architecture militaire empruntés aux Byzantins.
Saladin eut beau infliger de nombreuses défaites aux croisés, il ne peut s'emparer du Krak des Chevaliers. À sa mort, en 1193, l'unité des musulmans se fragmente et le danger se fait moindre pour la forteresse qui entre alors dans son âge d'or, couvrant une surface totale de 2,5 hectares protégée par deux enceintes concentriques entièrement indépendantes. Le Krak héberge une garnison de 2 000 hommes et posséde des vivres pour cinq ans.

### La chute du Krak

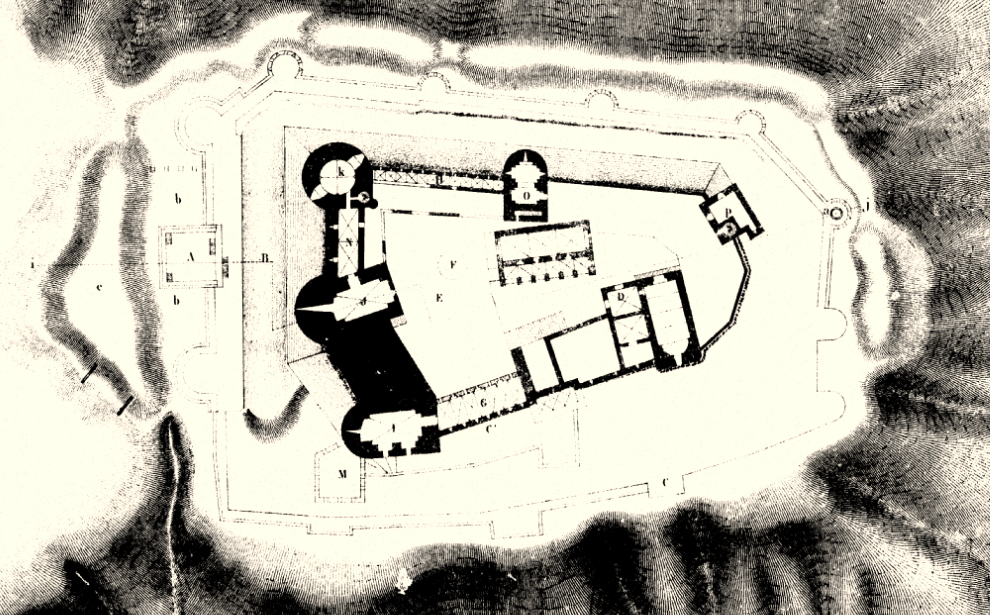
Plan du Krak des Chevaliers

Au début du XIIIe siècle, plusieurs attaques sont repoussées (1207, 1218) et, en 1223, la forteresse sert de point de rassemblement à une armée franque réunie pour attaquer Hama. D'autres attaques ont encore lieu, toutes aussi stériles que les précédentes.
Vers la seconde moitié du XIIIe siècle, cependant, l'essoufflement du mouvement croisé avait réduit la garnison à moins de trois-cents hommes, la citadelle étant tenue par l'ordre militaire des Hospitaliers et, avec l'arrivée au pouvoir de Baybars, sultan des Mamelouks, les territoires sur lesquels le Krak levait traditionnellement tribut étaient passés en mains ennemies. Ce n'était désormais plus qu'une question de temps avant que Baybars lui-même ne vienne attaquer la forteresse, ce qu'il fit en 1271. La première enceinte céda, la création de brèches dans certaines tours ainsi que la chute de la première enceinte, les défenseurs se replièrent dans le haut château, mais le sultan ne put malgré tout s'emparer du Krak que par la ruse : il envoya une fausse missive, émanant prétendument du grand maître des Templiers, enjoignant aux assiégés de se rendre. Ceux-ci négocièrent leur vie contre la promesse de retourner dans leur pays d'origine et, le 8 avril, la citadelle changea de mains

### Liste des dignitaires Hospitaliers[5]

#### Châtelains
- Jean de Anio. Août 1180.
- Hermann. 1184 - avril 1185.
- Pierre de Vallis. 1er février 1186.
- Pierre de Mirmande. Janvier 1193 - 6 septembre 1199.
- Geoffroy le Rat. Décembre 1204.
- Raymond de Pignans. [12-18 janvier] 1218.
- Arnaud de Monbrun. 18 novembre 1241.
- Hugues Revel. 31 mai 1243.
- Jean de Bubie. 7 août 1248.
- Aymar de La Roche. 1er mars 1254 - 22 septembre 1254.
- nom inconnu. 30 septembre 1268 - après 11 mai 1275 et avant 3 août 1277.

#### Commandeurs
- nom inconnu. 15 juin 1270.
- Bernard de Porte Clare. Après 11 mai 1275 - avant 3 août 1277.

#### Prieurs
- Arnaud d'Arène. 30 août 1247.
- nom inconnu. 30 septembre 1263 - 26 octobre 1267.

### Après les croisades

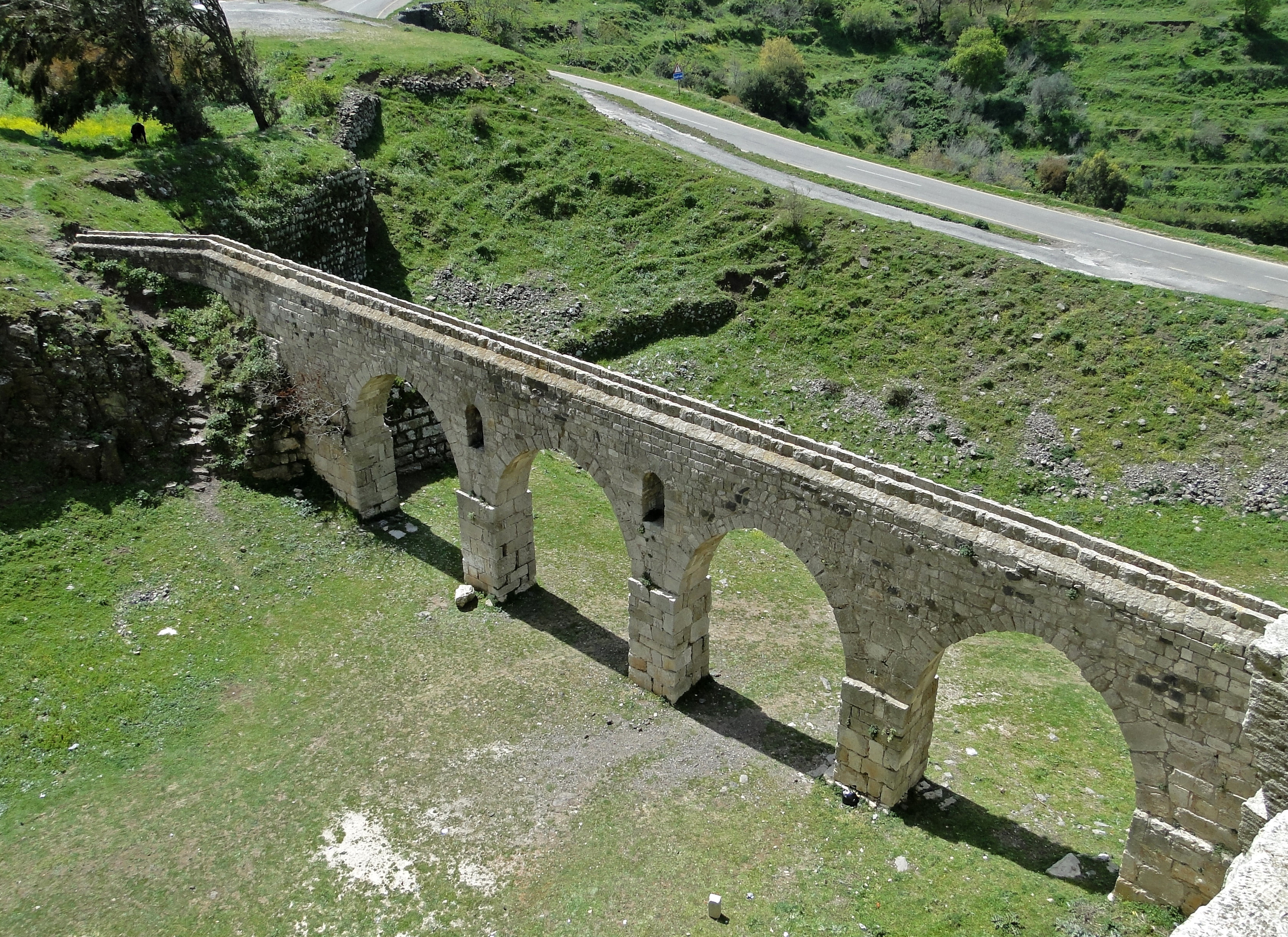
L'aqueduc du château

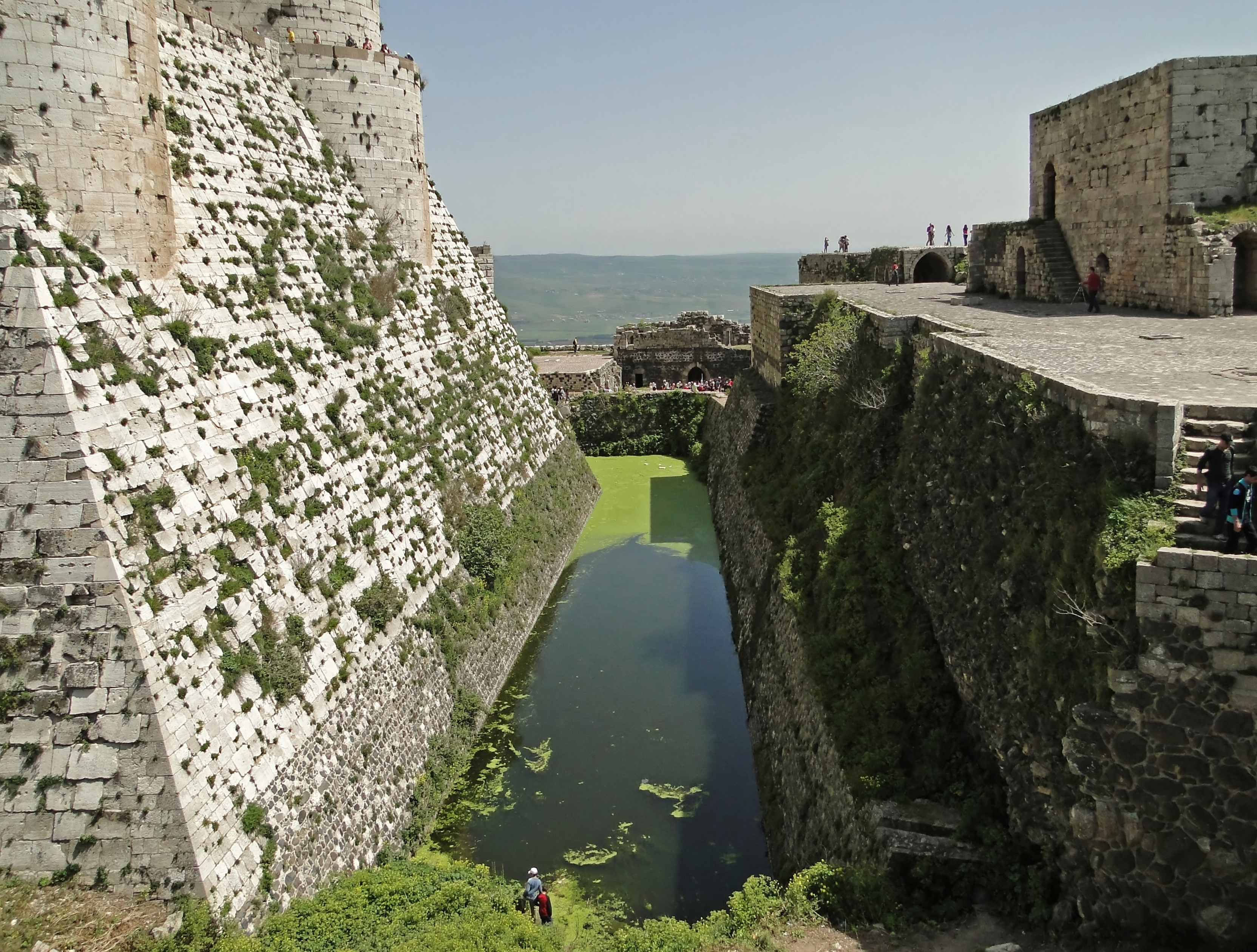
La citerne du château

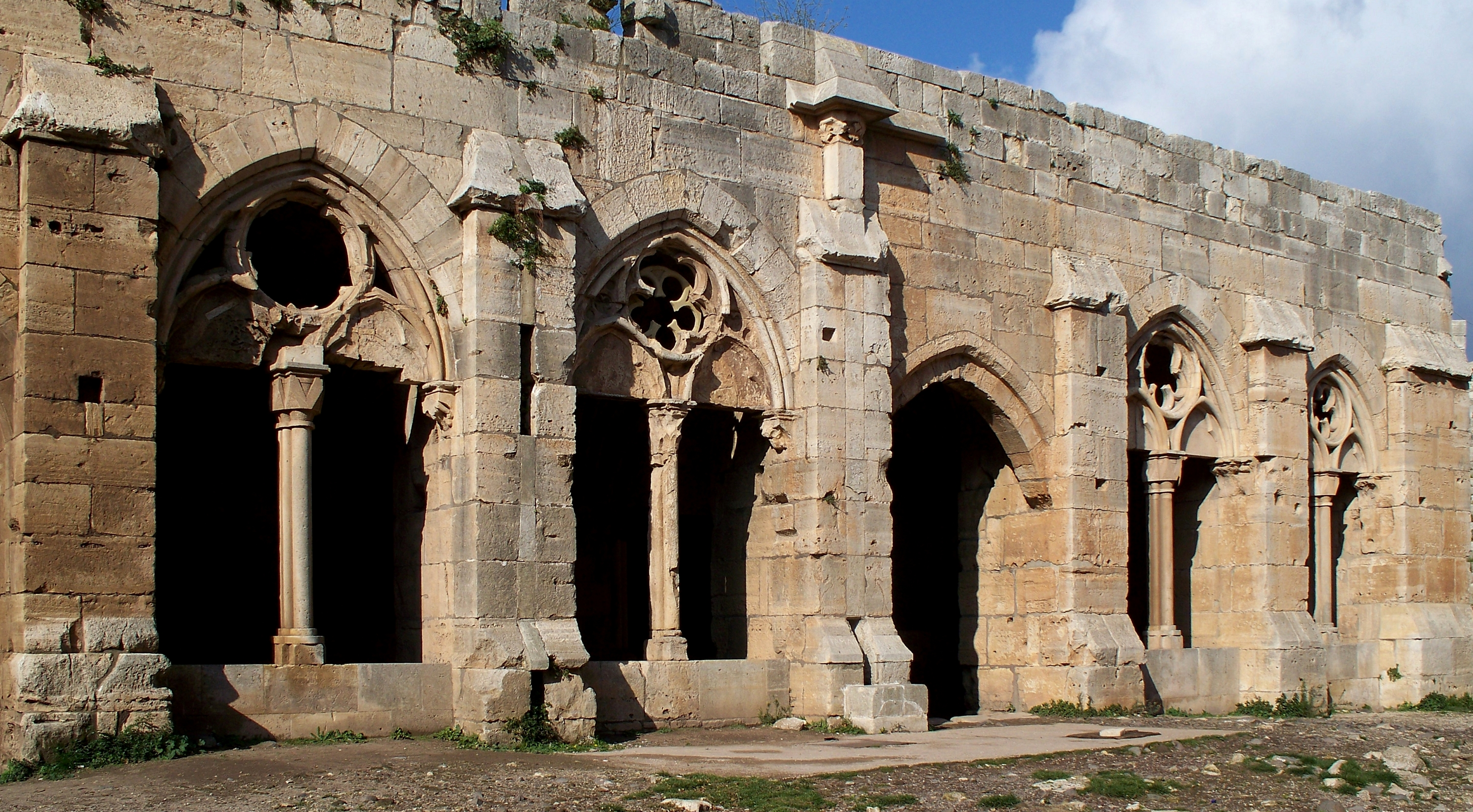
La salle des Chevaliers

Les Mamelouks utilisèrent et modifièrent le Krak des Chevaliers en renforçant notamment le flanc sud et en ajoutant un hammam et un aqueduc, mais son intérêt stratégique diminua parallèlement à la menace franque. Les invasions timourides de Tamerlan (1400-1401) et celles des Ottomans en 1516 ignorèrent même le site. Par la suite, le fort fut connu sous le nom de Qalaʿat al-Hosn.
Le château servit ensuite de résidence à un gouverneur et, en 1859, l'expédition de Emmanuel Guillaume-Rey le trouva en excellent état. En 1920, le Krak passa sous contrôle du mandat français et, afin de permettre la restauration du site, un village qui s'était installé dans ses murs fut reconstruit sur un emplacement qu'il occupe encore aujourd'hui. Les faibles finances des conservateurs des Beaux-Arts ne permettant qu'une seule restauration — il avait fallu racheter les murs aux villageois — celle-ci dut se faire au détriment d'autres sites tout aussi remarquables mais moins connus. Les forteresses de Margat et de Saladin (également appelé « château de Saône ») firent les frais de ce choix.
Le Krak passa finalement sous le contrôle de la Syrie lors de l'adhésion de cette dernière à l'ONU et est aujourd'hui un site touristique. Cependant, contrairement aux châteaux forts islamiques, la Syrie ne l'a guère entretenu depuis cinquante ans et il se trouve chaque année dans un état de dégradation plus avancé.
Lors de la Guerre civile syrienne, il semble que le krak serve de retranchement aux opposants au régime et qu'il ait subi des bombardements durant l'été 2012.
Le 13 juillet 2013, la citadelle du Krak des Chevaliers est touchée par des bombardements de l'armée de Bachar el-Assad. Plusieurs vidéos, diffusées via les réseaux sociaux depuis le 13 juillet, montrent qu'il y a au moins une frappe qui a touché la citadelle, provoquée par le raid aérien lancé par un MiG selon le militant qui filme la scène. Le 20 mars 2014, le château, jusque-là tenu par la rébellion est repris par les forces gouvernementales.

## Architecture
Ce majestueux Krak des Chevaliers est devenu en un siècle de construction l'un des exemples d'architecture militaire défensive les plus aboutis de son époque et même du Moyen Âge.
Une utilisation intelligente de la topographie et d'éléments d'architecture empruntés aux cultures européenne, byzantine et arabe ont rendu cette place imprenable pour peu qu'elle soit défendue par une garnison suffisante (Baybars utilisa la ruse plutôt que la force car il savait cette stratégie vouée à l'échec alors que le Krak n'était plus défendu que par trois-cents hommes).
La protection de son système d'entrée était révolutionnaire : un long corridor, débouchant dans la salle d'armes de l'enceinte extérieure, entrecoupé de « sas », avec une voûte percée de nombreux assommoirs - pour accabler les assaillants sous les projectiles (pierres, sable fondu, …).
Ce corridor est équipé (en entrée et sortie) de lourdes portes en bois (avec un système de poulies), permettant de bloquer les attaquants qui auraient réussi à survivre assez longtemps pour parvenir jusque-là…

### Terrain
La forteresse, dominant les alentours, est construite sur une colline de 750 mètres de haut aux flancs abrupts, ce qui rend la poliorcétique de l'époque inefficace.
En outre, de gros travaux de terrassement ont encore renforcé cet avantage naturel dont des grands talus de vingt-deux mètres à la base des courtines afin d'empêcher la sape.

### Construction

#### XIIesiècle

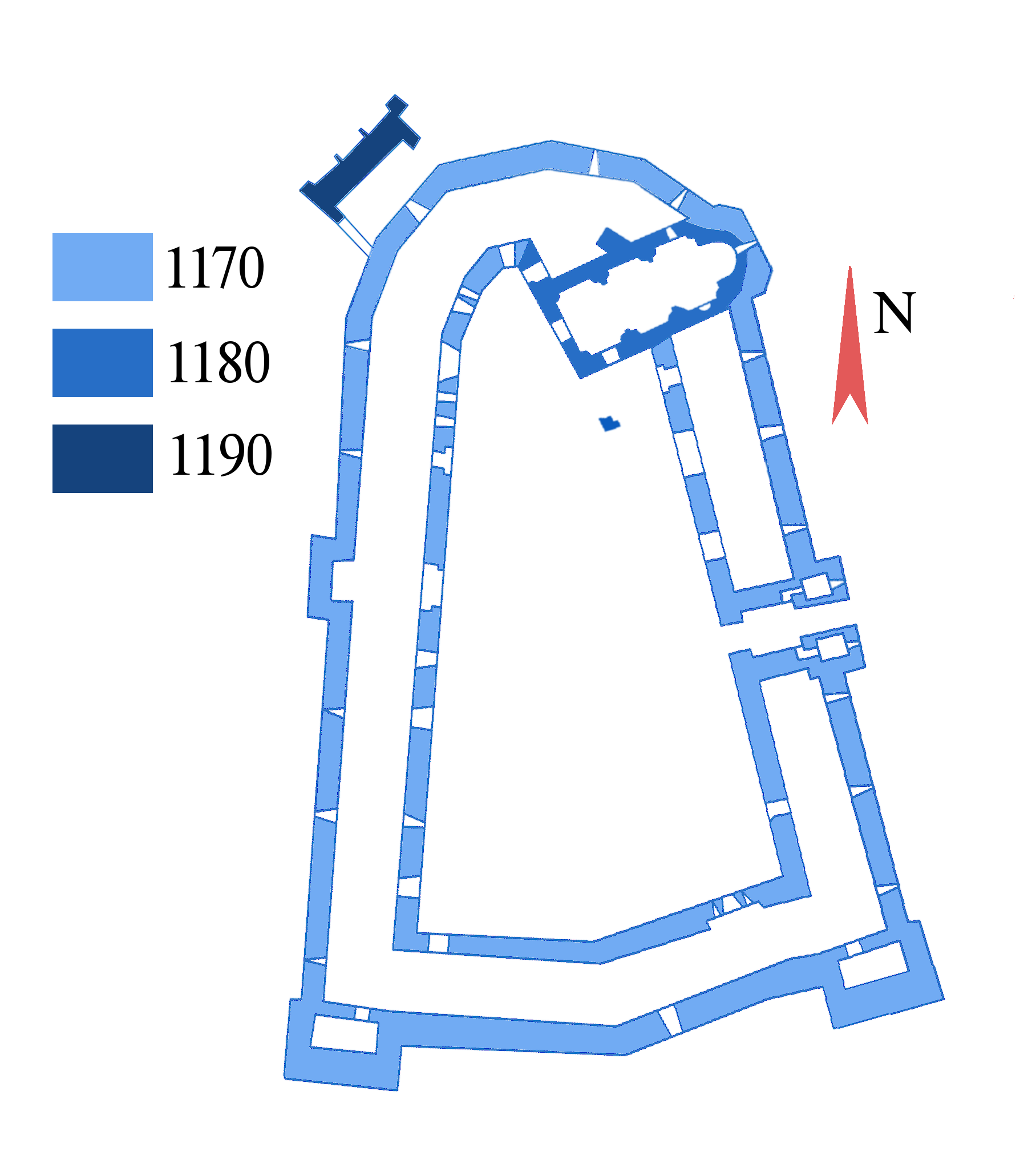
Constructions de 1170 à 1200

À la suite des tremblements de terre de 1157 et 1170, le Krak est quasiment détruit et entièrement reconstruit. On ne sait rien ou presque de son plan avant ces destructions. Les travaux engagés à partir de 1170 forment le noyau central de la forteresse actuelle. C'est en fait une grande galerie triangulaire de 270 m de long et de près de neuf mètres de large où vivaient les frères hospitaliers. Conçue comme une caserne fortifiée, cette galerie est voûtée en croisée d'ogive et est d'abord flanquée de cinq tours carrées. Une chapelle fut construite dès 1170 dans la tour nord-est, puis remplacée au même endroit par une chapelle plus grande dès 1180. Cette chapelle a une voûte en berceau et présente sur les côtés une série d'arcatures aveugles à l'image de l'architecture religieuse de l'Europe méditerranéenne à la même époque (Languedoc et Provence) et est caractéristique des chapelles édifiées en Terre Sainte par les croisés.
Toute la cour centrale de l'édifice repose sur un vaste grenier voûté qui pouvait contenir, d'après des auteurs contemporains, jusqu'à cinq ans de vivres et de fourrage. L'eau de boisson nécessaire à tenir un tel siège était drainée depuis les terrasses au sommet des tours et stockée dans des réservoirs.
Une sixième tour, « la tour des latrines », sera construite au nord-ouest de la forteresse vers 1190. Elle abrite douze latrines et communique avec le dortoir des frères et permet de garder des conditions sanitaires satisfaisantes même en cas de siège prolongé. En outre, elle commande une poterne dissimulée sur sa face nord-est qui permet aux assiégés de tenter des sorties pour prendre l'ennemi à revers par surprise.
La construction d'un second mur d'enceinte débute au nord dans les dernières années du siècle.

#### XIIIesiècle

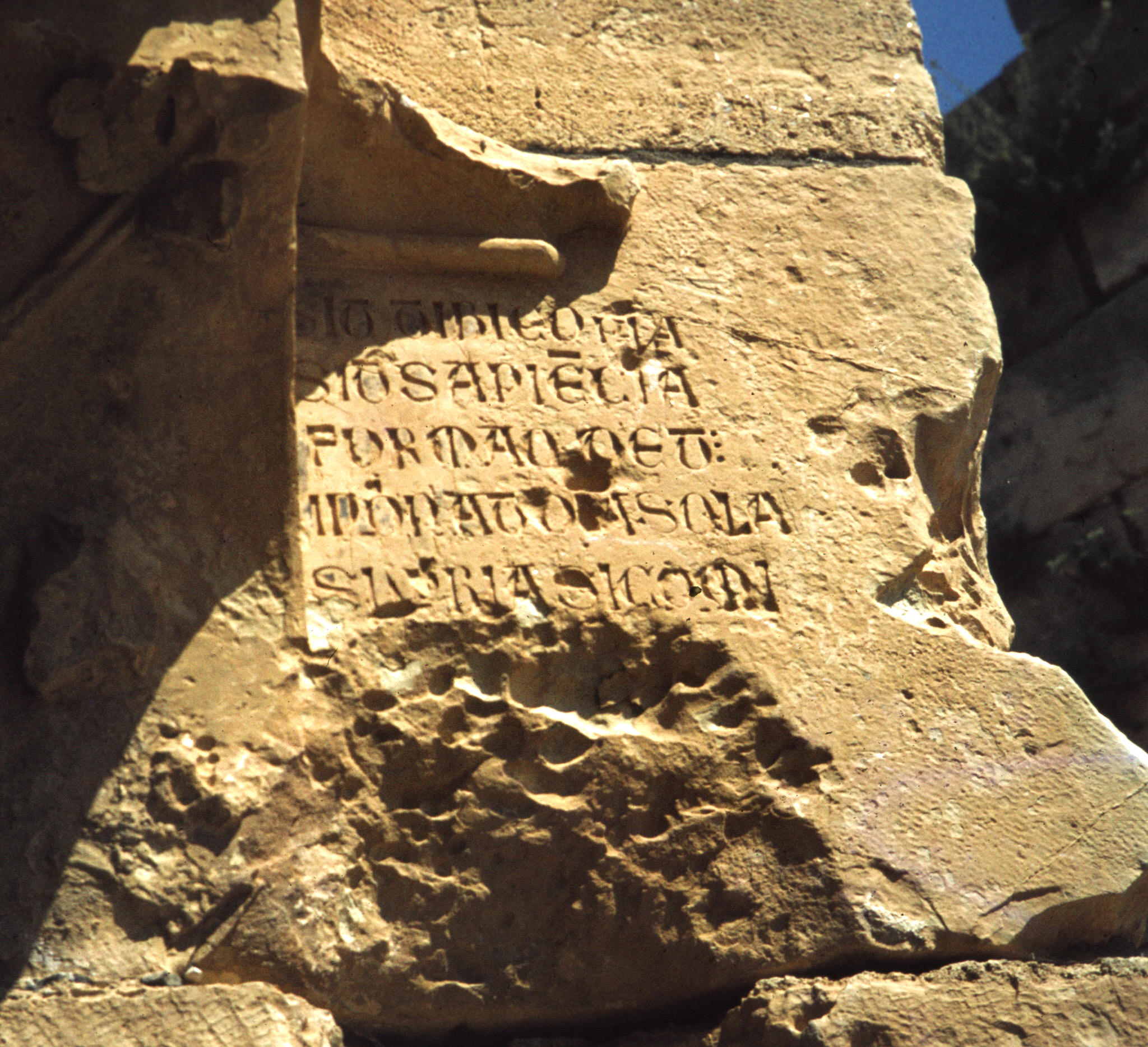
Sit tibi copia, sit sapientia, formaque detur ; Inquinat omnia sola superbia, si comitetur.
Traduction :
Que l'abondance, que la sagesse et la beauté te soient données ; l'orgueil à lui seul souille tout s'il t'accompagne

Vue en coupe nord-sud du Krak des Chevaliers

En 1202, après un nouveau tremblement de terre, d'autres travaux sont engagés qui renforcent considérablement le Krak autant contre les attaques que contre les séismes. Ainsi, un « glacis » est construit sur les flancs sud et ouest de la forteresse. Il s'agit d'un appareillage de pierres de taille en pente forte qui s'appuie sur la muraille et l'« encoquille ». Ce glacis remplit deux fonctions distinctes : d'abord, il renforce le mur intérieur contre les séismes qui ont déjà ravagé plusieurs fois le Krak ; ensuite, il abrite une galerie percée d'archères, ce qui augmente encore la puissance de feu de la place forte.
Dans le même temps, le flanc sud est considérablement modifié. Les tours carrées sont remplacées par deux tours rondes et une troisième en fer à cheval est construite au milieu de la muraille. Elle constitue un renfort défensif sur le flanc sud particulièrement exposé aux attaques. Un niveau est ajouté à la galerie primitive. La tour au milieu du flanc ouest est aussi modifiée et s'arrondit.
La cour intérieure est également remaniée et un bâtiment s'adosse maintenant au flanc est.
En 1250, saint Louis s'installe en Orient et prend la tête des Francs. Il amène avec lui des architectes qui aideront les croisés à défendre leurs places fortes. Un nouveau rempart est alors construit, probablement sur les conseils de ces architectes. Ce rempart mesure neuf mètres de haut, est placé à une distance de dix-sept à vingt-cinq mètres de la forteresse centrale et est défendu par douze tours rondes à la manière des standards de l'architecture militaire européenne de l'époque, ce qui rend les projectiles moins efficaces, ces tours ne présentant pas d'angles saillants plus fragiles. Le second mur est placé en contrebas du noyau central, ce qui permet aux défenseurs de tirer sur les attaquants depuis les deux positions.
Ce mur possède une seule porte à l'est qui débouche à l'intérieur sur une rampe étroite menant après des virages serrés à l'entrée de la muraille intérieure. Cette rampe rend la progression des assaillants difficile, et empêche l'utilisation d'un bélier contre la porte des fortifications centrales.
Un cloître est aussi bâti probablement à la même époque. S'adossant au bâtiment de la cour centrale, il prend pour modèle les cloîtres d'Île-de-France, ce qui semble indiquer qu'il fut construit en l'honneur de Saint Louis, ou tout du moins par ses architectes.
Des écuries sont également construites contre le flanc sud de la muraille extérieure.

#### XXIesiècle
En 2012, les insurgés syriens s'emparent du Krak ; l’armée syrienne parvient à reconquérir la place forte. L'intérieur du château a souffert et porte la marque des combats qui ont précédé cette reconquête, malgré l'attention de l'armée syrienne à limiter les dommages à l'extérieur de l'édifice.
En 2013, alors que les combats font rage en Syrie, le Krak des Chevaliers est inscrit par l’Unesco sur sa liste du patrimoine mondial en péril. Les combats entraînent des dommages, notamment dans l’église et la grande salle, célèbre pour ses colonnettes et ses voûtes inspirées par l’architecture gothique. 
À la suite de sa reprise définitive par l'armée syrienne en 2014, un important programme de restauration est lancé par le gouvernement syrien. En 2016, la citadelle bénéficie de l’aide d’archéologues hongrois pour restaurer le clocher de l’église. En 2018, celle-ci rouvre ses portes fermées depuis 2012. En novembre 2020, plus de quatre-cents étudiants d'une université locale participent à un chantier de restauration et de défrichage du site du château afin de le protéger des feux de forêt qui ont ravagé le centre et le nord-ouest de la Syrie l'été précédent.

## Rôle stratégique
Le Krak jouera un rôle essentiel dans la stratégie défensive des Francs en terre sainte. Le roi de Hongrie André II le définit comme étant « la clef des terres chrétiennes », tandis que le chroniqueur Ibn al-Athîr l'appelait « l'os en travers de la gorge des musulmans ». Cette importance stratégique est due à deux facteurs principaux : sa position géographique et son imprenabilité supposée et avérée, tant il est vrai qu'il ne fut jamais repris par la force après avoir été réduit par les croisés en 1109 puis rendu quasiment invulnérable par les travaux ultérieurs.

### Défense des États latins

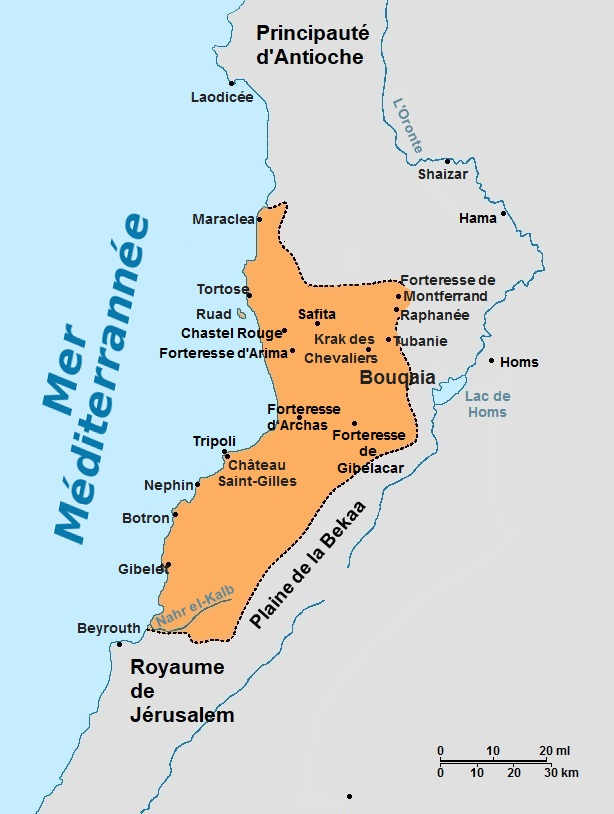
Position du Krak des chevaliers au sein du comté de Tripoli.

Le Krak est un nœud principal dans le maillage de forteresses qui assurent la défense et la domination des territoires francs. Du haut de ses tours, on aperçoit les places fortes de Chastel Blanc à l'est et de la forteresse de Gibelacar au sud. Des feux d'alarme pouvaient être allumés et prévenir de proche en proche en cas d'attaque toutes les forteresses du comté de Tripoli.
Un autre avantage de la position géographique du Krak est paradoxalement qu'il n'est pas situé sur une route principale, ce qui rend plus difficile une attaque de grande envergure. Fort de sa victoire à Hattin, et disposant d'une armée de près de 40 000 hommes, Saladin, lors de sa remontée vers le nord, décida de ne pas attaquer le Krak car il savait l'entreprise hasardeuse. Les hospitaliers organisèrent ensuite de nombreux raids sur les convois d'approvisionnement de l'arrière-garde ce qui gêna considérablement la suite de la reconquête musulmane.

### Une base arrière lors des conquêtes croisées
De par sa localisation géographique à la frontière entre les royaumes croisés et les terres musulmanes, sa puissance défensive et sa taille (il a pu accueillir jusqu'à 2 000 cavaliers en armes) le Krak est une base idéale pour mener des attaques et des raids contre les villes et les forces musulmanes. Ainsi, en 1230, l'émir de Homs refusant de payer son tribut au comte de Tripoli, Templiers et Hospitaliers rassemblent au Krak une armée de trois-cents cavaliers et 2 700 piétons puis lancent une série de raids et de pillages qui ravageront les terres autour de Homs jusqu'à ce que l'émir cède. Ces raids sont destructeurs et leur rapidité les rend imparables, le krak servant de point de repli une fois le pillage effectué.